# Greenville (Comtat de Greene)
Greenville és una població del Comtat de Greene (Nova York) dels Estats Units d'Amèrica. Segons el cens del 2000 tenia 3.316 habitants.

## Demografia
Segons el cens del 2000 Greenville tenia 3.316 habitants, 1.345 habitatges, i 918 famílies. La densitat de població era de 32,9 habitants/km².
Dels 1.345 habitatges en un 30,8% hi vivien nens de menys de 18 anys, en un 55,5% hi vivien parelles casades, en un 9% dones solteres, i en un 31,7% no eren unitats familiars. En el 26,5% dels habitatges hi vivien persones soles el 12,3% de les quals corresponia a persones de 65 anys o més que vivien soles. El nombre mitjà de persones vivint en cada habitatge era de 2,47 i el nombre mitjà de persones que vivien en cada família era de 3,01.
Per edats la població es repartia de la següent manera: un 25,1% tenia menys de 18 anys, un 5,4% entre 18 i 24, un 26,3% entre 25 i 44, un 25% de 45 a 60 i un 18,2% 65 anys o més.
L'edat mediana era de 41 anys. Per cada 100 dones de 18 o més anys hi havia 94,1 homes.
La renda mediana per habitatge era de 38.423 $ i la renda mediana per família de 45.880 $. Els homes tenien una renda mediana de 35.217 $ mentre que les dones 25.216 $. La renda per capita de la població era de 19.113 $. Entorn del 6,2% de les famílies i el 8,7% de la població estaven per davall del llindar de pobresa.